# Polypedilum albosignatum
Polypedilum albosignatum är en tvåvingeart som beskrevs av Jean-Jacques Kieffer 1925. Polypedilum albosignatum ingår i släktet Polypedilum och familjen fjädermyggor. Inga underarter finns listade i Catalogue of Life.